# The Clones of Dr. Funkenstein
The Clones of Dr. Funkenstein es un álbum de música Funk de la banda Parliament, el quinto álbum publicado el 20 de julio de 1976 en Estados Unidos y en septiembre en el resto del mundo por la discográfica Casablanca Records, siendo el segundo álbum de Parliament en ser Disco de Oro tras el exitoso Mothership Connection. En este álbum aparece el personaje de la Mitología P-Funk: Doctor "Funkenstein", el aliado y mentor de "Starchild" que defiende el Funk y la diversión.
Este es el último álbum de miembros originales como Clarence "Fuzzy" Haskins, Calvin Simon y Grady Thomas los cuales participaron en el siguiente álbum (en concierto), pero no en el siguiente de estudio, ya que se produjeron problemas con George Clinton en 1977. Fue el segundo álbum con "The Horny Horns",(la sección de vientos de P-Funk) que es predominante. Hay una participación de la hermana menor de Chaka Khan, Taka Khan, como una vocalista en los coros (en especial en "Do That Stuff"), Taka fue la primera colaboración destacada de alguien fuera de P-Funk, la siguiente fue en 1979 de Philippé Wynne en Uncle Jam Wants You (Funkadelic, 1979).
Contiene una referencia al sencillo "Come in Out of the Rain" (1972) para "Gamin' on Ya" la segunda canción del álbum, y un curioso mensaje en "Prelude"; si se pone la canción al revés se notará decir al personaje Dr. Funk decir Listen while I tell you of the Clones (Escucha mientras te cuento de los Clones), un mensaje referido al argumento del álbum.The Clones of Dr. Funkenstein contiene el primer maxisencillo de la banda: "Do That Stuff". En cuanto a estilo para muchos es muy parecido a "Chocolate City" (1975) a la vez que con un sonido comercial, pero a la vez el renovado personal da una perspectiva de entusiasmo y talento, no vista en Chocolate City.
A diferencia de álbumes como "Funkentelechy" no traía cómics ni ediciones especiales, siendo únicamente una versión con solo el disco y el personal tras la cubierta. Fue promocionado con dos videoclip, el primero de una versión en vivo actuada, la directora Penelope Spheeris dirigió una recreación de una actuación en vivo, de 15 minutos de Duración, contenía la versión extensa en vivo de Dr. Funkenstein, fue acompañada con otro comercial simple con parte de "Do That Stuff" en vivo. En cuanto a cartelería se hizo un afiche publicitario que contenía una frase de mitlogoía P-Funk: 'Do You Believe In Funk After Death' (Crees en el Funk después de la Muerte) (estilo de frase típico de mitología P-Funk, en especial desde este álbum en adelante), se incluía parte de la letra de "Prelude" más la imagen de la tapa y contratapa. El álbum en países con otro idioma se les tradujo el nombre, aunque con ciertos errores Ejemplo: Argentina, "Los Muñecos del Dr. Funkenstein" (la traducción sería Clones, no Muñecos).
En cuanto a las listas (charts) quedó en el puesto 20° en The Billboard 200 y en el puesto 3° en R&B Albums, mientras que el sencillo "Do That Stuff" quedó en el puesto 22° en Hot R&B Singles, "Dr. Funkenstein" quedó en el puesto 43° también en Hot R&B Singles, ninguna de las dos llegó al Billboard Hot 100.

## Lista deCanciones
| Lado 1 |                                                                                 |                                          |          |  |
| N.º    | Título                                                                          | Escritor(es)                             | Duración |  |
| 1.     | «"Prelude"»                                                                     | George Clinton, Bernard Worrell.         | 01:40    |  |
| 2.     | «"Gamin' on Ya"»                                                                | G. Clinton, William Collins, B. Worrell. | 03:01    |  |
| 3.     | «"Dr. Funkenstein"» (Publicado como un single-Casablanca NB875, enero de 1977.) | G. Clinton, W. Collins, B. Worrell.      | 05:46    |  |
| 4.     | «"Children of Productions"» (Publicado en el lado 2/B de "Dr. Funkenstein")     | G. Clinton, W. Collins, B. Worrell.      | 03:57    |  |
| 5.     | «"Gettin' to Know You"»                                                         | G. Clinton, Garry Shider.                | 05:18    |  |
| 18:62  |                                                                                 |                                          |          |  |

| Lado 2 | |                                     |          |  |
| N.º    | Título | Escritor(es)                        | Duración |  |
| 1.     | «"Do That Stuff"» (Publicado como un single-Casablanca NB871, octubre de 1976 y como un 12" single-Casablanca NBX871.)                                                                                           | G. Clinton, G. Shider, B. Worrell.  | 04:47    |  |
| 2.     | «"Everything is on the One"» | G. Clinton, W. Collins, B. Worrell. | 03:47    |  |
| 3.     | «"I've Been Watchin' You (Move Your Sexy Body)"» (Fue Incluido en el lado B del sencillo "Bop Gun (Endangered Species)" (Casablanca NB900, diciembre de 1977), parte de Funkentelechy Vs. the Placebo Syndrome.) | G. Clinton, G. Shider, Glenn Goins. | 06:00    |  |
| 4.     | «"Funkin' for Fun"» | G. Clinton, G. Shider, G. Goins.    | 05:55    |  |
| 19:49  | |                                     |          |  |

## Personal
Vocales: George Clinton, Calvin Simon, Clarence Haskins, Raymond Davis, Grady Thomas, Garry Shider, Glen Goins, William Collins.
Instrumentos de viento: Fred Wesley, Maceo Parker, Rick Gardner, Michael Brecker, Randy Brecker.
Bajo: William Collins, Cordell Mosson.
Guitarras: Garry Shider, Michael Hampton, Glenn Goins.
Percusión: Jerome "Bigfoot" Brailey, William Collins, Gary Cooper.
Sintetizadores: Bernard Worrell.

Extra Clones Cantantes: Debbie Edwards, Taka Khan, Gary Cooper.

### Principales en Canciones
```
"Dr. Funkenstein"
```

Vocales: George Clinton
 Trombón: Fred Wesley.
```
"Gettin' To Know You"
```

Vocales: Garry Shider
 Saxo: Michael Brecker
 Piano: Bernie Worrell.
```
"Do That Stuff"
```

Vocales: George Clinton, Glenn Goins, Garry Shider, Taka Khan
 Trompeta: Rick Gardner.
```
"I've Been Watching You (Move Your Sexy Body)"
```

Lead Vocals: Glenn Goins.
```
"Funkin' for Fun"
```

Vocales: Glenn Goins.

## Posicionamiento
| Listas (Billboard, 1976)                                   | Posición |
| ---------------------------------------------------------- | -------- |
| U.S. "The Clones of Dr. Funkenstein" The Billboard Hot 200 | 20       |
| U.S. "The Clones of Dr. Funkenstein" R&B Albums            | 3        |
| U.S. "Dr. Funkenstein" Hot R&B Singles                     | 43       |
| U.S. "Do That Stuff" Hot R&B Singles                       | 22       |